# 貴仁駅
貴仁駅（クィインえき）は朝鮮民主主義人民共和国慈江道慈城郡に位置する朝鮮民主主義人民共和国鉄道省北部内陸線の駅である。